# Nicolás-María de Ojesto y Díaz-Agero
Nicolás-María de Ojesto y Díaz-Agero (Salamanca, ? - San Martín de Trevejo, província de Càceres, 18 d'agost de 1918) fou un polític espanyol.

## Biografia
Pertanyia a una família adinerada de la qual formaven part el primer comte de Malladas. Es va doctorar en dret a la Universitat de Salamanca. Es va casar amb Petronila Godínez de Paz i es va establir a San Martín de Trevejo. Fou elegit diputat a les Corts Generals el 1867 pel districte de Càceres i després de les eleccions generals espanyoles de 1899 fou escollit novament diputat per la mateixa circumscripció en substitució de Joaquín González Fiori. També fou nomenat governador civil de València, Barcelona (febrer-juliol de 1892) i Granada. Li fou concedida la Gran Creu d'Isabel la Catòlica.
Interessat en la parla local, va convidar al filòleg Federico de Onís Sánchez perquè en fes un estudi. Aquest va aconseguir que el 1910 Ramón Menéndez Pidal visités San Martín de Trevejo per estudiar una nova versió de l'extremeny mañego o sanmartiniego, del quan en va escriure un article a la Revista de Extremadura. També va rebre els filòlegs Fritz Krüger i Leite de Vasconcelos.